# Święty Ludger
Święty Ludger (Ludgar), również: Liudger (Ludger) z Münster (ur. ok. 742 w Utrechcie, zm. 26 marca 809 w Billerbecku) – misjonarz, apostoł Fryzów, Danii i Westfalii, pierwszy biskup Minigardefordu (obecnie Münster), święty Kościoła katolickiego i ewangelickiego.

## Żywot świętego
Ludger urodził się we Fryzji pod panowaniem Franków, w rodzinie szlacheckiej rodem z Frankonii. Był najpierw uczniem szkoły przyklasztornej założonej przez Bonifacego-Winfrida, której przełożonym był św. Grzegorz. Został jego uczniem a w późniejszym okresie życia autorem jego biografii.
Z polecenia Grzegorza udał się do Yorku (767-772), gdzie zdobywał dalszą wiedzę i został ordynowany na diakona. Jego nauczycielem i przyjacielem został bł. Alkuin. 
Po ukończeniu studiów w 773 wrócił do Utrechtu i nauczał w szkole przyklasztornej. W 777 przyjął święcenia kapłańskie z inicjatywy oraz z rąk następcy i krewnego św. Grzegorza, św. Alberyka (+784) i podjął się pracy misyjnej. Jako misjonarz głosił Ewangelię przede wszystkim wśród Fryzów, ale również Sasów, szerząc chrześcijaństwo pośród pogan. Wybudował kilka kościołów, w tym w Dokkum ku czci św. Bonifacego. Trwające w tym czasie podboje Westfalii przez Karola Wielkiego spowodowały powstanie Sasów i zmusiły Ludgera do opuszczenia kraju (784). Udał się, wraz z bratem Hildegrimem, z pielgrzymką do Rzymu, a stamtąd na Monte Cassino do opactwa, założonego w 529 roku przez Benedykta z Nursji. Tu spotkał się z Karolem Wielkim. Ludger przebywał w opactwie do 787 roku, kiedy to cesarz wezwał go do powrotu na dawny teren misyjny. Kontynuując swoją pracę święty dotarł aż po Helgoland i Danię. W tym okresie założył wiele kościołów i ośrodków wiary chrześcijańskiej. Założył m.in. klasztor benedyktyński w Helmstedt (Kloster St. Ludgeri) w Dolnej Saksonii oraz klasztory m.in. w 793 roku w Minigardeford (zw. Monasterem, obecnie Münster) oraz w 799 w Werden (obecnie część miasta Essen w Zagłębiu Ruhry), które stały się początkiem powstania miast, a klasztor w Monasterze, z regułą zakonną Chrodeganga z Metzu, ewoluował do miana katedry św. Pawła.
Z uwagi na swoją działalność Ludger w 791 (?) odmówił przyjęcia biskupstwa w Trewirze, za to w 804 roku, po namowie cesarza, objął biskupi urząd w Monasterze, który sprawował do śmierci. Zmarł w swoim kościele św. Jana Chrzciciela (niem. Katholische Pfarrkirche St. Johannes der Täufer) założonym w 800 roku w Billerbecku, po wizytacji swoich dzielnic, w ostatnią niedzielę przed Wielkanocą 809 roku.
W nowej diecezji zostawił po sobie sformowane przez siebie duchowieństwo i wiele parafii. W tym czasie na terenie swojej misji miał pięć dzielnic, w których jakimś cudem ochronił pola rolników od plagi gęsi. Obecnie są one atrybutem Świętego.

## Patronat
Ludger jest patronem miasta Helmstedt i drugim patronem diecezji Essen.

## Dzień obchodów
Jego wspomnienie liturgiczne w Kościele katolickim i ewangelickim obchodzone jest 26 marca.
W diecezji Münster (uroczystość) i Essen (święto) obchody wyznaczono na 3 października. Przeniesienie relikwii w Münster wspominane jest 24 kwietnia.